# 高桥街道 (内江市)
高桥镇，是中华人民共和国四川省内江市东兴区下辖的一个乡镇级行政单位。

## 行政区划
高桥镇下辖以下地区：
松三社区、油坊村、松柏村、凤庙村、高桥村、双烈村、大明村、圣林村、赛峨村、陡坎村、桐麻村、三溪村、楠桥村、谢冲村、晏湾村、跳墩村和般若村。